# Belfast North (circonscription du Parlement britannique)
Pour les articles homonymes, voir Belfast North.
Belfast North est une circonscription électorale britannique située en Irlande du Nord.

## Liste des députés
| Législature               | Début de mandat  | Fin de mandat   | Député(e)     | Parti politique | Observations |
| ------------------------- | ---------------- | --------------- | ------------- | --------------- | ------------ |
| 53e, 54e, 55e, 56e et 57e | 7 juin 2001      | 6 novembre 2019 | Nigel Dodds   | DUP             |              |
| 58e et 59e                | 12 décembre 2019 |                 | John Finucane | Sinn Féin       |              |